# Verdrag inzake de Internationale Maritieme Organisatie
Het Verdrag inzake de Internationale Maritieme Organisatie (Convention on the International Maritime Organization) is het oprichtingsverdrag van de Intergouvernementele Maritieme Consultatieve Organisatie (IMCO), in 1982 hernoemd naar Internationale Maritieme Organisatie (IMO).
In februari 1948 werd een conferentie geopend om de IMCO op te richten als scheepvaartorganisatie van de recent opgerichte Verenigde Naties. Op 6 maart 1948 werd de conventie getekend, maar het zou tien jaar duren voordat aan de ratificatievoorwaarden werd voldaan.
De lange duur voordat voldoende landen hadden geratificeerd kwam mede doordat landen vreesden dat de IMCO zich zou bemoeien met de eigen scheepvaartindustrie en -wetten.
De conventie voorzag in drie hoofdorganen, de Algemene Vergadering (Assembly), de Raad (Council) en het Comité voor maritieme veiligheid (Maritime Safety Committee, MSC).
De Vergadering bestaat uit alle lidstaten, die elke twee jaar bijeenkomen, vooral om financiële zaken te bespreken, het algemene beleid te bepalen en resoluties aan te nemen die de Raad en MSC in hebben gediend.
De Raad bestond uit 16 lidstaten, tegenwoordig 40, die gekozen worden door de Vergadering. De Raad voert het bestuur uit in de periodes tussen de bijeenkomsten van de Vergadering. Het MSC bestond uit 14 lidstaten die ook door de Vergadering gekozen werden.